# Bruel de Madeira
El bruel de Madeira (Regulus madeirensis) és una espècie d'ocell de la família dels regúlids (Regulidae) És endèmic dels boscos de l'illa de Madeira. El seu estat de conservació es considera de risc mínim.